# いとぐち
『いとぐち』は、高井麻巳子のデビュー･アルバム。1987年1月21日発売。発売元はキャニオン・レコード。

## 解説
「シンデレラたちへの伝言」「メロディ」「約束」3曲のシングルを収録。オリコンチャートで2週連続1位を獲得した。

## 収録曲
（全編曲：清水信之）※特記以外
1. くちびるの願い
（作詞：沢ちひろ　作曲：明日香）
2. 時のつげごと (NEW MIX)
（作詞：沢ちひろ　作曲：八田雅弘）
3. こわれかけたピアノ
（作詞：秋元康　作曲：高橋幸宏、編曲：岩倉健二）
4. 風鈴物語
（作詞：麻生圭子　作曲：中崎英也）
5. シンデレラたちへの伝言
（作詞：売野雅勇　作曲：八田雅弘　編曲：Light House Project）
6. 夕なぎ草紙
（作詞：麻生圭子　作曲：中崎英也）
7. メロディ
（作詞：沢ちひろ　作曲：明日香）
8. 素顔で恋して
（作詞：麻生圭子　作曲：明日香）
9. 約束
（作詞：売野雅勇　作曲：八田雅弘）
10. ようこそ…
（作詞：沢ちひろ　作曲：明日香）

## エピソード
忌野清志郎との対談が実現した際、高井はこのアルバムを持参、手渡している。忌野は持ち帰り試聴、のちに高井に「心地よい」「世界観がある」と感想を述べたエピソードがある。1988年にアルバム「COVERS」を発表した際に「何故ゲストミュージシャンに畑違いとも思える高井を起用したのか?」との質問に対し忌野が自身のラジオ番組やインタビュー記事（PATiPATi、GB、バンドやろうぜ!など）で発言。